# Живана Антонијевић
Живана Антонијевић или Слепа Живана (умрла у Земуну 1828) била је прва међу слепим женама певачицама и спада у ред највећих Вукових певача. Подучавала је друге слепе жене певачком занату. Њена ученица била је слепа Јеца (право име Јелисавета Марковић), такође познат Вуков певач. Претпоставља се да се Вук са Живаном срео 1815. године. Он је објавио седам њених песама: Како се крсно име служи, Ко крсно име слави оном и помаже, Марко Краљевић и Алил-ага, Марко Краљевић и дванаест Арапа, Љутица Богдан и војвода Драгија, Вучко Љубичић и Наход Момир. Неке њене песме спадају у врхунска дела српске народне епике, нпр. Смрт војводе Кајице и Иво Сенковић и ага од Рибника.

## Стваралаштво
Тема Живаниних песама јесте слика српске патријархалне породице почетком деветнаестог века. За мотив својих песама често узима крсну славу, а једна од основних карактеристика слепе жене – гуслара је њена велика осећајност. Код ње је осећајност више одлика мушких него женских јунака, а снажно су наглашени очинска и синовска љубав као и побратимство. На основу ових одлика, Светозар Матић и Видо Латковић приписују јој и песме Марко Краљевић и вила, Невјера љубе Грујичине, Женидба Тодора од Сталаћа и др. Вук је објавио седам њених песама.

### Дела
- Како се крсно име служи
- Ко крсно име слави оном и помаже
- Марко Краљевић и Алил-ага
- Марко Краљевић и дванаест Арапа
- Љутица Богдан и војвода Драгија
- Вучко Љубичић
- Наход Момир
- Смрт војводе Кајице
- Иво Сенковић и ага од Рибника
- Марко Краљевић и вила
- Невјера љубе Грујичине
- Женидба Тодора од Сталаћа